# Чарбак (Базар-Коргонский район)
Чарбак (кирг. Чарбак) — село в Базар-Коргонском районе Джалал-Абадской области Кыргызстана. Входит в состав Моголского айылного аймака.

## География
Село расположено в юго-восточной части области, на правом берегу реки Кара-Ункюр, на расстоянии приблизительно 27 километров (по прямой) к северо-востоку от города Базар-Коргон, административного центра района. Абсолютная высота — 1076 метров над уровнем моря.

## Население
Согласно оценочным данным Национального статистического комитета Кыргызской Республики, численность населения села на начало 2023 года составляла 5875 человек.
| год     | 2009 | 2014 | 2015 | 2020 | 2021 | 2023 |
| ------- | ---- | ---- | ---- | ---- | ---- | ---- |
| человек | 4391 | 4794 | 4835 | 5616 | 5743 | 5875 |